# 斯塔夫基 (赫爾松州)
46°10′16″N 33°33′25″E / 46.17111°N 33.55694°E
斯塔夫基（烏克蘭語：Ставки）是位於烏克蘭南部的村莊，由赫爾松州斯卡多夫斯克區的米爾內市鎮負責管轄。該村面積26.6平方公里，海拔高度8米，2001年人口181，人口密度每平方公里6.8人。